# فرانسيسكو خافيير كروز
فرانسيسكو خافيير كروز خيمينيز (بالإسبانية: Francisco Javier Cruz)‏ (ولد في 24 مايو 1966 في ولاية سان لويس بوتوسي): هو لاعب كرة قدم مكسيكي لعب لنادي مونتيري ولنادي تايجرز أونال، وكان واحد من اللاعبين القليلينالذين نجحوا مع الفرق المحترفة من مونتيري. وكان يلقب بال«الجد».
كما لعب لفترة قصيرة في إسبانيا مع نادي لوغرونيس.
سجل العديد من الأهداف لكل الفرق التي لعب لها، وبسبب هذه الأهداف كان محبوبا في المدينة، شارك مع المنتخب المكسيكي في تصفيات كأس العالم لكرة القدم 1986.
تقاعده كلاعب في 9 مايو 1999.
أعلن اعتزاله رسميا في 16 أبريل 2006. وحاول الأحتراف كمدرب، بدأ العمل مع تايجرز أونال لفترة قصيرة.

## مسيرته الكروية
لعب فرانسيسكو خافيير كروز خلال مسيرته الاحترافية مع 4 أندية في ستة عشر موسمًا وسجل خلالها 62 هدفًا ضمن 293 مباراة. حيث فاز في موسم واحد بالكأس وفي موسم واحد بالدوري.
خاض فرانسيسكو خافيير كروز مسيرته مع نادي مونتيري في موسم 1983–84 في المرة الأولى ليلعب معه أربعة مواسم ثم في موسم 1989–90 ليلعب معه أربعة مواسم ثم في موسم 1999–00 لمدة موسم واحد، مشاركًا طوالها في 189 مباراة سجل خلالها 51 هدفًا. ثم انتقل إلى نادي لوغرونيس في موسم 1988–89 لمدة موسم واحد، حيث شارك في 23 مباراة سجل خلالها هدفًا واحدًا. لينتقل بعدها إلى نادي تايجرز أونال في موسم 1992–93 في المرة الأولى واستمر معه طيلة ثلاثة مواسم ثم في موسم 1996–97 ولمدة موسمين، مشاركًا طوالها في 58 مباراة سجل خلالها 9 أهداف. ثم انتقل إلى نادي أتلانتي إف سي في موسم 1995–96 لمدة موسم واحد، مشاركًا في 23 مباراة سجل خلالها هدفًا واحدًا.

## روابط خارجية
- فرانسيسكو خافيير كروز على موقع قاعدة بيانات كرة القدم.إي يو (الإنجليزية)
- فرانسيسكو خافيير كروز على موقع ناشيونال فوتبول تيمز (الإنجليزية)
- فرانسيسكو خافيير كروز على موقع Soccerway.com (الإنجليزية)